# Pietro Torrigiano

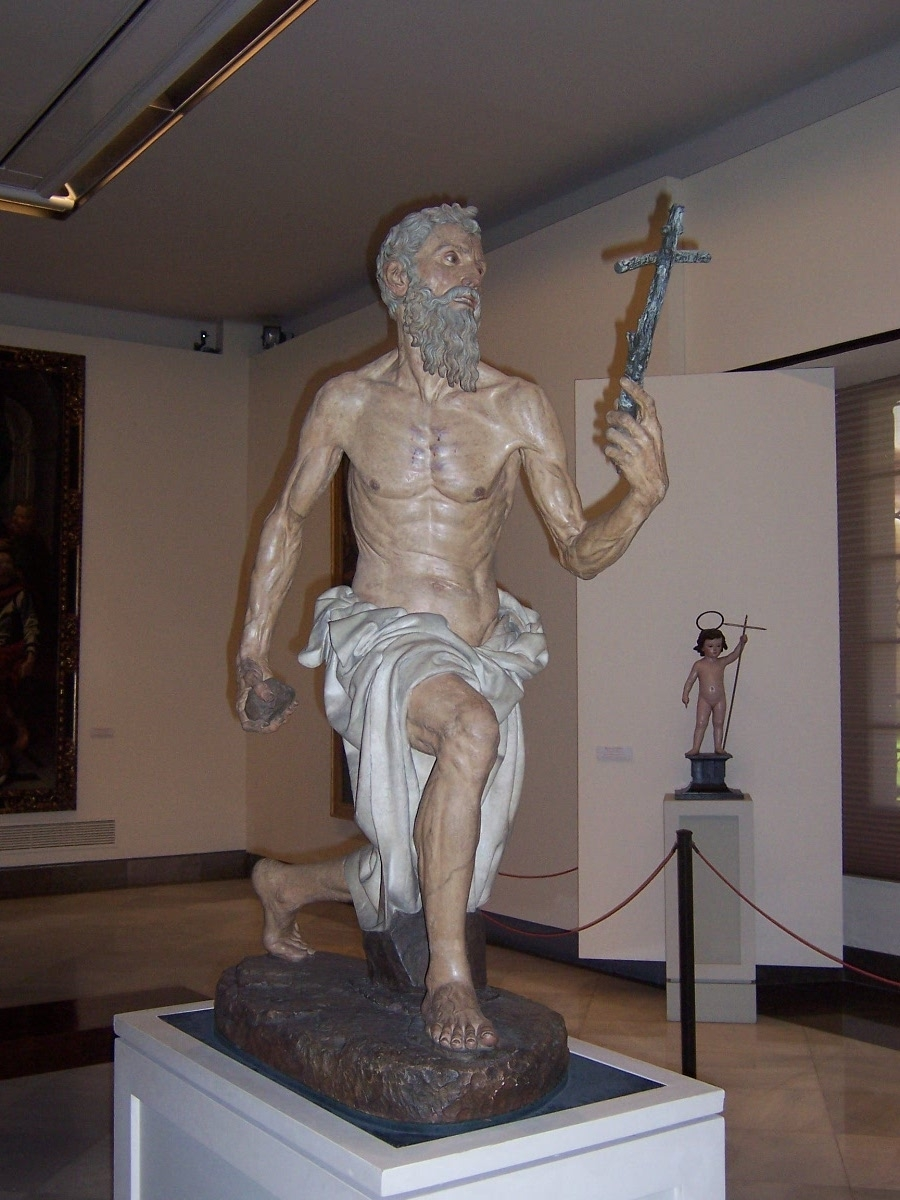
Sant Jeroni (Pietro Torrigiano), Museu de Belles Arts de Sevilla

Pietro di Torrigiano d'Antonio, conegut abreujadament com a Pietro Torrigiano (Florència, 24 de novembre de 1472 - Sevilla, 1528?) va ser un escultor italià del Renaixement, conegut pel seu caràcter violent.
Es va formar amb Bertoldo di Giovanni. A Florència va freqüentar la cort literària de Llorenç el Magnífic, on va coincidir amb Benvenuto Cellini, qui l'esmenta en la seua autobiografia. Segons Cellini, en una disputa amb Miquel Àngel, Torrigiano li va donar una punyada al nas, causant-li una desfiguració que és visible en tots els retrats de l'artista.
Posteriorment, Torrigiano va treballar a Roma en la decoració de la nova residència pontifícia construïda per ordre del papa Nicolau V i a la torre Borja, per encàrrec d'Alexandre VI, de qui va esculpir també un bust en marbre.
Durant algun temps va participar com a mercenari en les guerres entre diverses ciutats italianes, activitat que va alternar amb treballs a Roma (església de Sant Jaume dels Espanyols) i a Siena, on va esculpir un Sant Francesc d'Assís per a l'altar de la capella Piccolomini, que havia estat realitzat per Andrea Bregno l'any 1485.
Vers 1509 -1510 va ser reclamat a Anvers per Margarida d'Àustria. Més tard va anar a Anglaterra, on va treballar en el monument funerari d'Enric VII i Isabel de York, que després seria col·locat en una de les capelles de l'abadia de Westminster. Va concloure aquesta obra cap al 1517. Va esculpir també, a la mateixa capella, un altar, un retaule i un baldaquí. L'altar tenia pilastres de marbre en els angles (dues de les quals encara es conserven) i sota la mènsula hi havia un Crist jacent esculpit a grandària natural, en terracota policromada. El retaule era un relleu de gran mida sobre el tema de la Resurrecció. Del baldaquí, realitzat en marbre amb adorns de bronze daurat, queden alguns fragments, i han sobreviscut també algunes parts del Crist jacent, malgrat que el conjunt va ser destruït pels puritans durant el segle xvii.
L'any 1511 va esculpir el sepulcre de Margarida Beaufort, mare d'Enric VII. De 1516 data el sepulcre de l'arxiver reial, John Young, a qui també va representar en un bust conservat en la National Portrait Gallery de Londres. Se li atribueix també un medalló de bronze, esculpit en baix relleu, amb el retrat del canceller Thomas Lovell, i diversos bustos de personatges destacats de la cort anglesa, com John Fischer, bisbe de Rochester, o Gilbert Talbot, comte de Shrewsbury, avui custodiats principalment en museus britànics i nord-americans.
Enric VIII també li va encarregar a Torrigiano el seu monument funerari, que havia d'ubicar-se a la capella de Sant Jordi del castell de Windsor. L'obra, això no obstant, no va arribar a completar-se. Al començament del 1519, l'escultor va viatjar a Florència per a reclutar ajudants per a l'obra encarregada per Enric VIII. Va intentar convèncer, entre d'altres, a Cellini, qui no va voler acompanyar-lo a causa de la naturalesa violenta del seu caràcter.
L'any 1521 va traslladar-se a Espanya, primer a Granada i després a Sevilla, on va esculpir un bust de l'emperadriu Isabel de Portugal i d'Aragó que avui s'ha perdut. També a Sevilla, va realitzar diversos treballs per al monestir de San Jeronimo de Buenavista. Al Museu de Belles Arts de Sevilla es conserven un Sant Jeroni i una Mare de Déu amb l'Infant, que van tenir una gran influència en el desenvolupament de la posterior escultura sevillana.
Va ser processat i empresonat per la Inquisició. Els motius són obscurs. Segons Vasari, va trencar una escultura de la Mare de Déu realitzada per encàrrec del Duc d'Arcos en considerar que no havia rebut un preu adequat per l'obra, i va ser acusat d'iconoclasta. Va morir a la presó en caure en un estat de depressió i negar-se a menjar. Respecte de la data de la seua mort hi ha hagut certa controvèrsia, Vasari parla de l'any 1522, però l'any 1528 la Rota de Florència va dictar una sentència que afectava la viuda de Torrigiano, la qual havia reclamat la devolució del dot, ja que Pietro «ha mort fa més de tres mesos», el que pot indicar que l'artista va morir l'any 1528.